# Cratere Evpatoriya
Evpatoriya  è un cratere sulla superficie di Marte.